# Met een kwartje de wereld rond

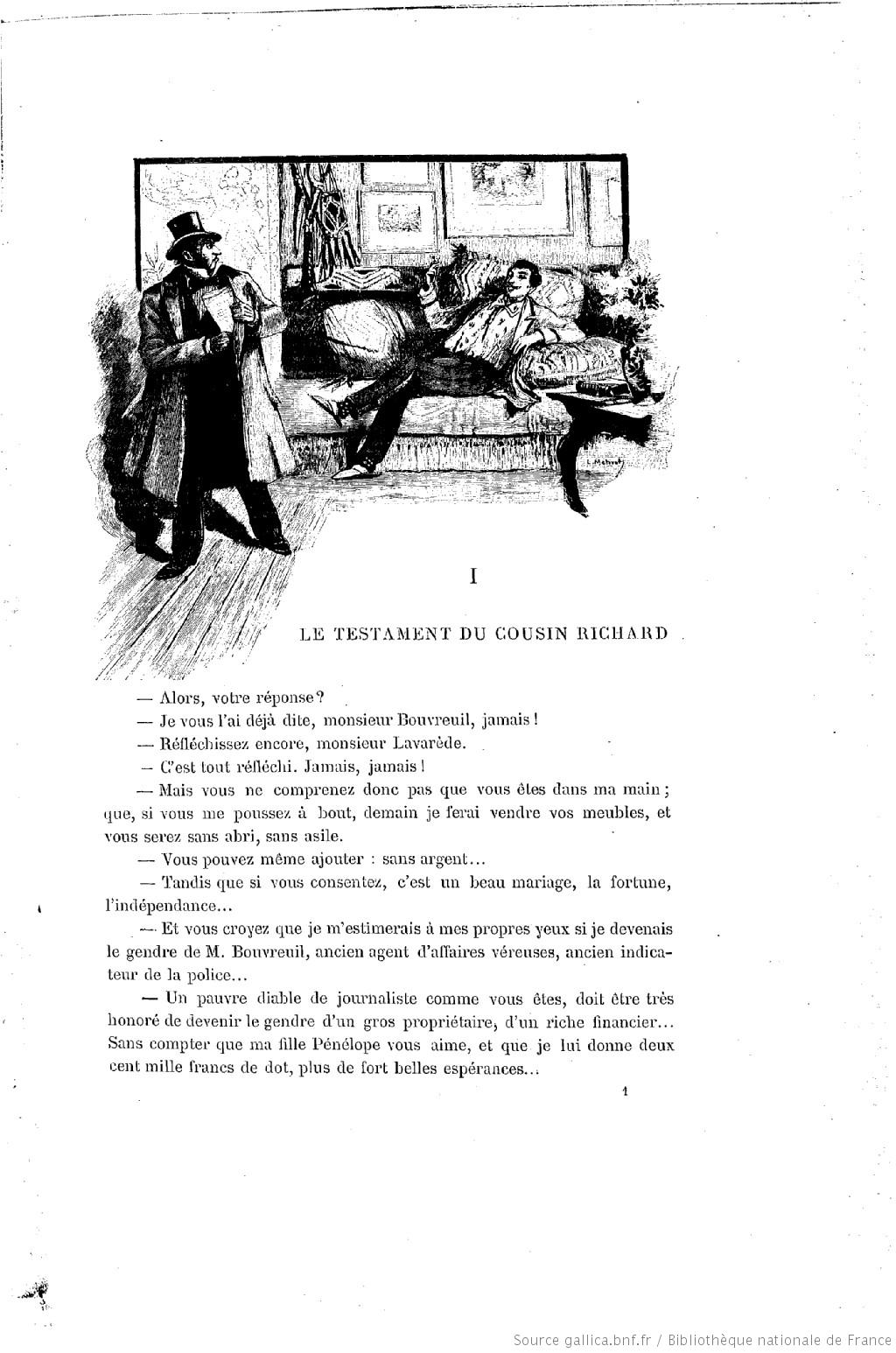
Eerste bladzijde van Les Cinq Sous de Lavarède

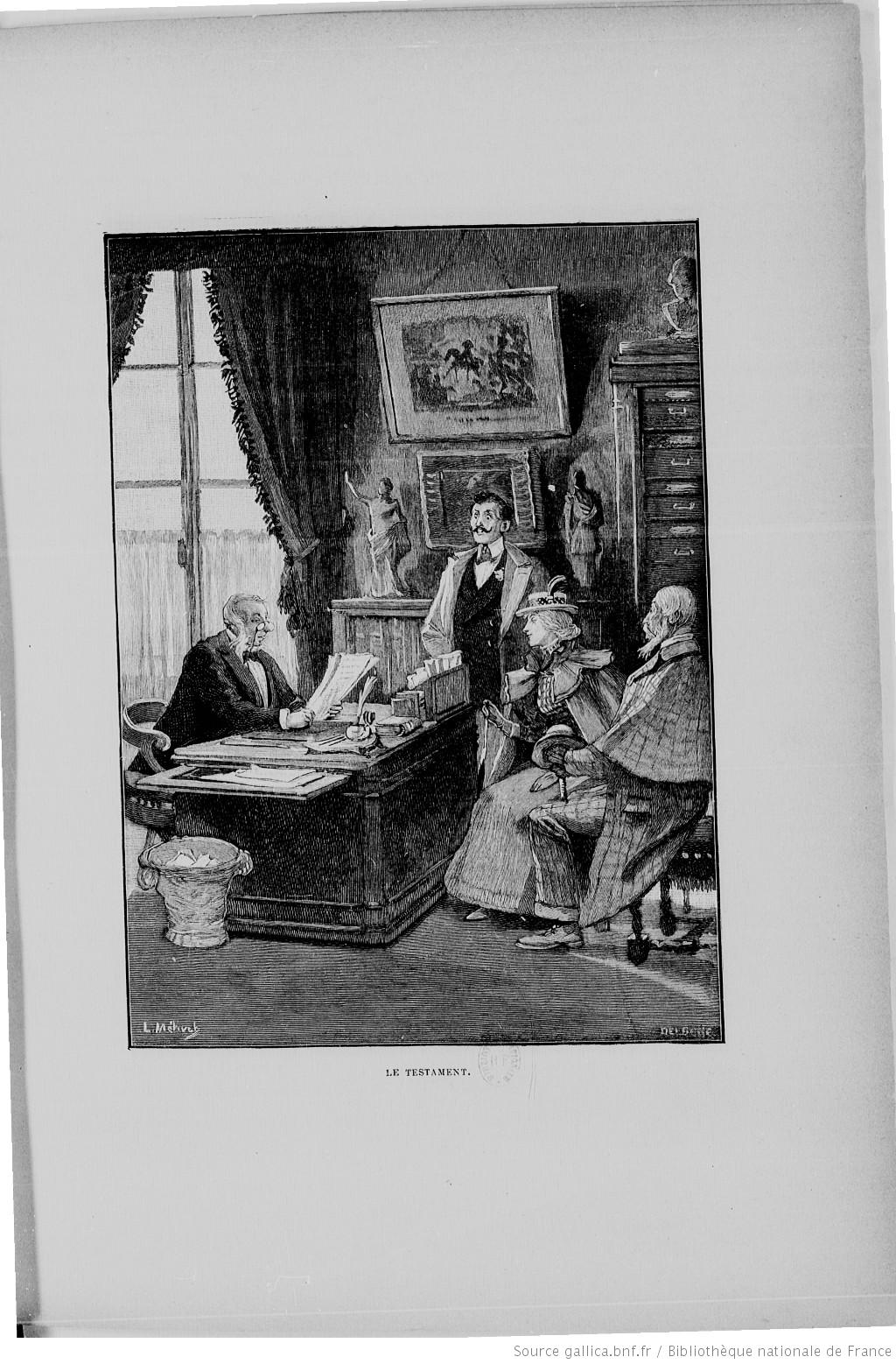
Voorlezing van het testament

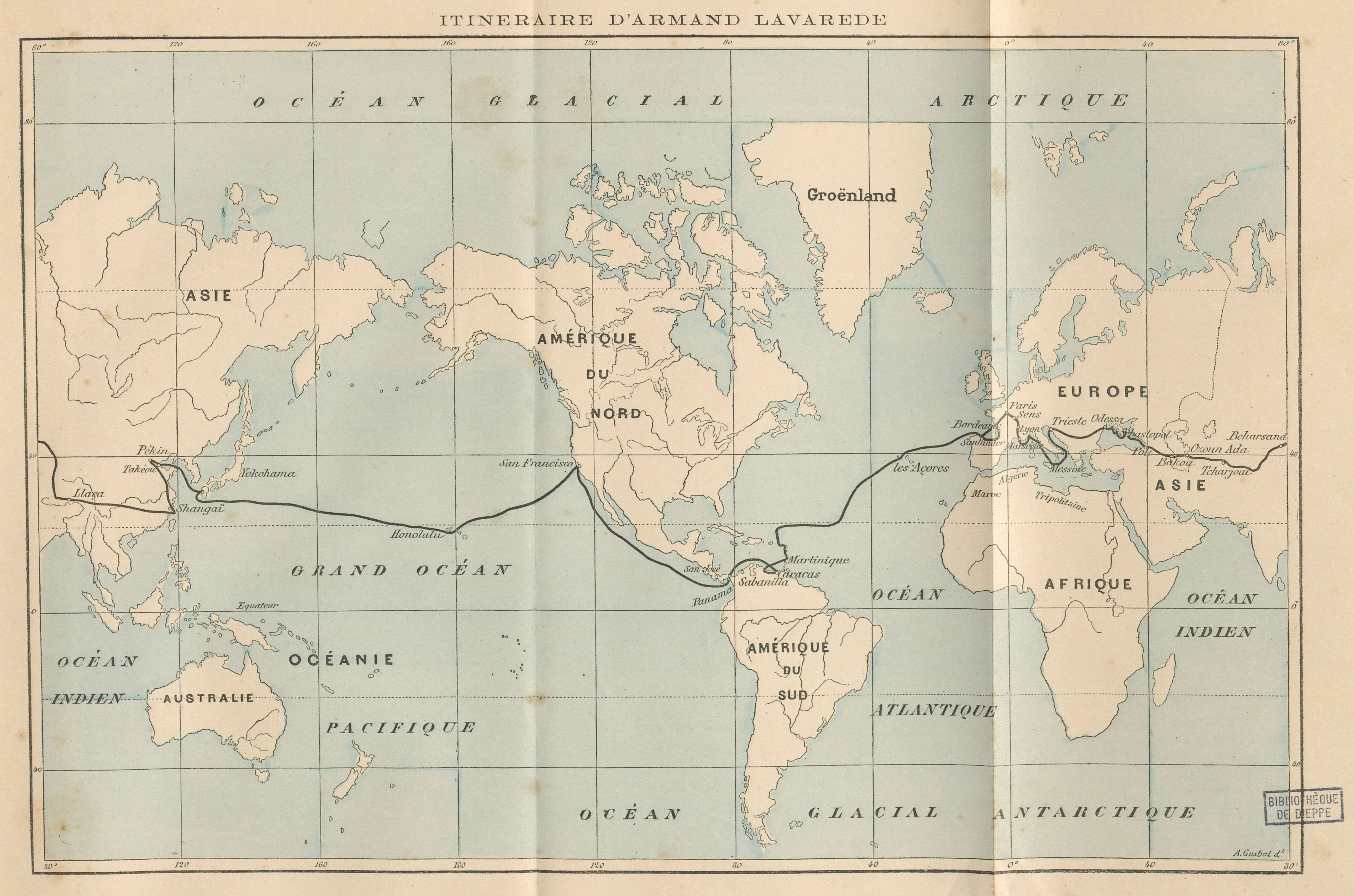
Kaart van de route van de wereldreis

Les Cinq Sous de Lavarède (Letterlijk: De Vijf Stuivers van Lavarède, Nederlandstalige uitgave: Met een kwartje de wereld rond, vert. Antoinette, ps. van Louise V. Nagel, 1e dr. 1895) is een avonturenroman van de Franse auteurs Paul d'Ivoi en Henri Chabrillat uit 1894. Het vormde voor D'Ivoi de doorbraak en zou uitmonden in een serie van 21 boeken, die onder de serienaam Les Voyages Excentriques bekend werd. Het boek vormt een parodie op De reis om de wereld in 80 dagen van Jules Verne.

## Plot
Het verhaal begint in het Parijs van eind 19e eeuw, waar Armand Lavarède een straatarme journalist is die wordt achtervolgd door schuldeisers. Zijn grootste kwelgeest is de zakenman Bouvreuil, die hem alleen de schuld wil kwijtschelden als hij met zijn foeilelijke dochter Pénélope trouwt. Pénélope is namelijk smoorverliefd op Lavarède, en Bouvreuil wil haar graag haar zin geven, maar Lavarède heeft een betere smaak. 
Dan wordt Lavarède bij de notaris geroepen: hij staat op het punt een fortuin te erven van zijn rijke neef Richard uit Engeland. Maar Richard maakt zich zorgen dat Lavarède het geld erdoorheen zal jagen en eist dat hij de wereld rondreist in een jaar met niet meer dan 25 cent op zak. Zo moet hij aantonen dat hij zuinig kan zijn. Lukt hem dit niet, dan krijgt Richards buurman Sir Murlyton de erfenis.
Murlyton moet, hoewel hij partijdig is, volgens het testament meereizen om te controleren of Lavarède zich aan de regels houdt.
Hierop begint Lavarède een reis om de wereld waarbij Murlyton met hem meereist. Diens dochter Aurett reist ook mee. Lavarède en Aurett vallen als een blok voor elkaar en Aurett wil Lavarède graag helpen, terwijl het in het belang van Murlyton is om niet te helpen. Maar het is Murlyton verboden Lavarède een strobreed in de weg te leggen. Ook Bouvreuil reist mee, om te voorkomen dat Lavarède de reis zal voltooien en het geld zal erven, zodat hij met Pénélope moet trouwen. Onderweg krijgt Bouvreil gezelschap en hulp van de criminele Zuid-Amerikaan Don José de Miraflor.
Via Zuid-Amerika, San Francisco, China, Rusland en Italië weet Lavarède tegen alle verwachtingen in de reis te volbrengen: per schip als verstekeling, te voet, per trein, per slee en zelfs per luchtballon, en dit alles inderdaad zonder ooit meer dan 25 cent op zak. Uiteindelijk lijkt de reis toch te stranden op de laatste dag, in Lyon. Gelukkig weet hij, door mee te doen aan een wielrenwedstrijd, toch de afstand naar Parijs in een dag af te leggen zodat hij niet alleen de race maar ook de erfenis wint, en als een rijk man met Aurett kan trouwen.